# 公平大廈

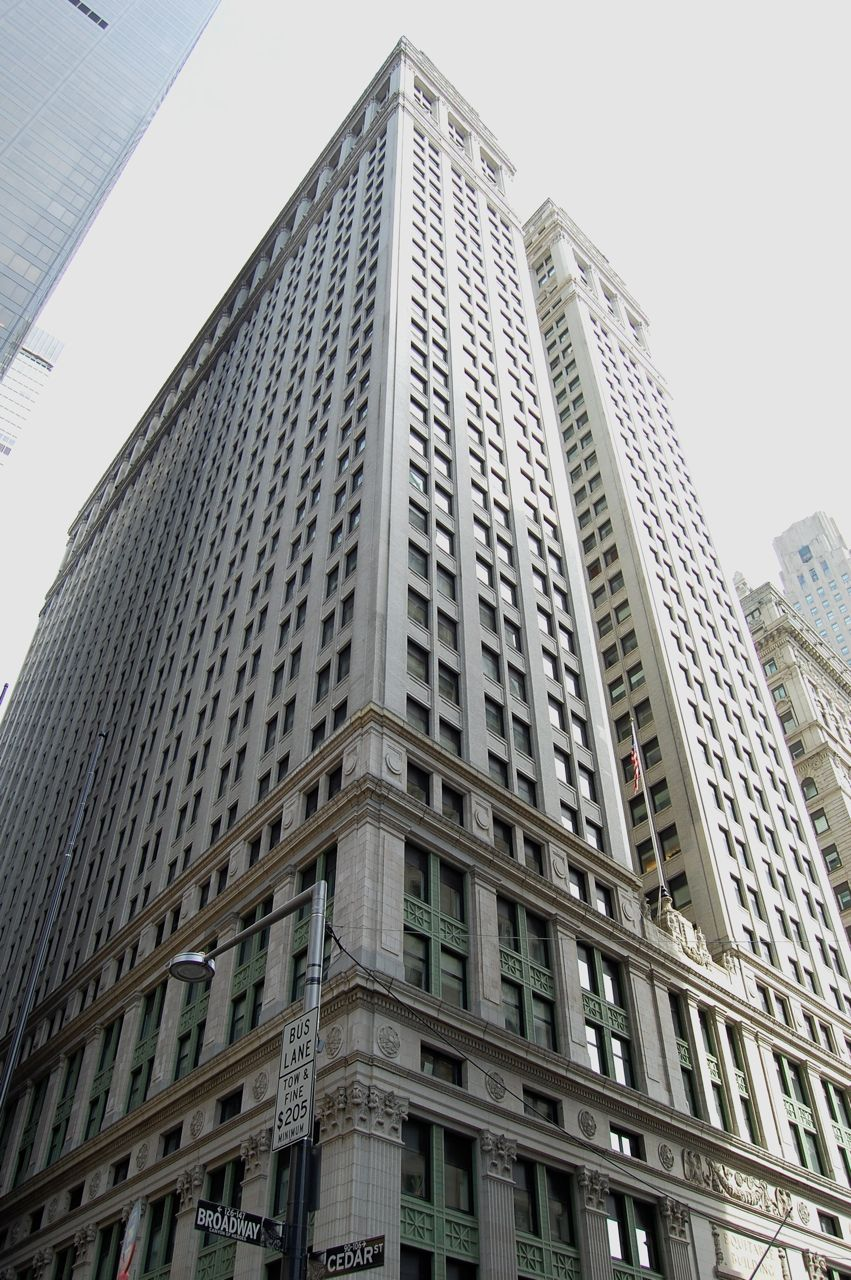

公平大廈（Equitable Building）是美國紐約市百老匯120號的一座摩天大樓。這座建築由Ernest R. Graham設計，外觀是新古典主義風格。公平大廈高555英尺（169）。這座建築在1978年被列入美國國家歷史名勝，1996年被紐約市地標保護委員會列入紐約市地標。

## 外部連結
- Emporis profile （页面存档备份，存于）